# John Langton
John Langton († vor 19. Juli 1337) war ein englischer Geistlicher. 1286 wurde er als erster Beamter als Keeper of the Rolls bezeichnet. Von 1292 bis 1302 und von 1307 bis 1310 diente er als königlicher Kanzler. Ab 1305 war er Bischof von Chichester.

## Herkunft und Ausbildung
John Langton stammte vermutlich aus einer Familie der Gentry, die das Gut West Langton in Leicestershire besaß. Es ist unwahrscheinlich, dass er mit Walter Langton verwandt war, der von 1295 bis 1307 und 1312 königlicher Treasurer war. Über ein Studium von Langton gibt es keine Nachweise, außer dass er in einem zwischen 1307 und 1310 geschriebenen Brief des Kanzlers der Universität Oxford als „geschätzter Kollege“ bezeichnet wird.

## Aufstieg zum königlichen Kanzler
Im Juni 1278 wurde Langton als Akolyth Rektor von Castle Sowerby in Cumberland. Möglicherweise war er bereits vor März 1280 in den Dienst des Königs getreten. Spätestens seit Mai 1286 diente er als Beamter in der königlichen Kanzlei, als er als Keeper of the Rolls betitelt wurde. Im Dezember 1292 ernannte ihn König Eduard I. zum Nachfolger des verstorbenen langjährigen Kanzlers Robert Burnell. Diese Ernennung war nach Einschätzung einiger Chronisten überraschend, da Langton bislang nur ein relativ rangniederer Beamter war. Da der König in der Folge auch häufiger das Privy Seal anstelle des vom Kanzler geführten Großsiegels verwendete, hatte Langton zunächst auch nicht den politischen Einfluss seines Vorgängers. Der Annalist von Worcester bemerkte jedoch, dass Langton bis zu Beginn des Französisch-Englischen Kriegs 1294 durchaus abweichende Positionen gegenüber der Politik des Königs vertrat. Während des Parlaments von Lincoln wurden 1301 von Erzbischof Winchelsey Beschwerden gegen ihn vorgebracht, doch 1302 konnte er sich mit dem Erzbischof einigen. Dann wurde Langton im August 1302 aus ungeklärten Gründen als Kanzler entlassen. Vermutlich war ein Streit mit dem König, ohne direkten Bezug zur Politik, der Grund für seine Entlassung.

## Aufstieg zum Bischof von Chichester
Zum Dank für seine Dienste hatte König Eduard I. Langton zahlreiche Benefizien verschafft, die dieser jedoch wegen seiner Dienste für den König nicht selbst ausübte. Wegen dieser Ämterhäufung beantragte Langton auf Wunsch des Königs im Februar 1291 einen päpstlichen Dispens. Unter anderem wurde er vor 1294 Schatzmeister der Kathedrale von Wells und 1296 als Nachfolger seines mutmaßlichen Verwandten Walter Langton Kanoniker am York Minster. 1298 versuchte der König, Langton zum Bischof der reichen Diözese Ely wählen zu lassen, doch nur eine Minderheit der Mönche des Kathedralpriorats unterstützte Langtons Wahl. Auch Erzbischof Winchelsey lehnte Langtons Wahl entschieden ab. Obwohl Langton zwischen Februar und Juni 1299 selbst zur päpstlichen Kurie reiste, verweigerte im Juni 1299 auch Papst Bonifatius VIII. die Bestätigung der Wahl. Als Entschädigung verschaffte der König Langton weitere Benefizien, darunter das Amt des Archidiakons von Canterbury. Schließlich hatte Langton insgesamt 16 kirchliche Ämter inne, durch die er jährliche Einkünfte von über £ 1000 hatte. Darüber kam es zum weiteren Streit mit Erzbischof Winchelsey, der verlangte, dass Langton auf das einträgliche Amt des Rektors von Reculver verzichten solle. Langton hatte dieses Amt seit 1293 inne und musste es schließlich 1302 unter dem Druck des Erzbischofs niederlegen. Trotz dieses Disputs unterstützte Langton den Erzbischof loyal in dessen Streit mit St Augustine’s Abbey in Canterbury. Drei Jahre nach seiner Entlassung als königlicher Kanzler wurde er am 5. April 1305 zum Bischof der Diözese Chichester gewählt und am 19. September 1305 in Canterbury geweiht.

## Erneuter Dienst als königlicher Kanzler
Bereits kurz nach seiner Bischofsweihe reiste Langton im Oktober 1305 zusammen mit dem Earl of Lincoln nach Lyon, um vom neuen Papst Clemens V. die Suspension von Erzbischof Winchelsey zu erreichen. Tatsächlich entsprach der Papst dieser Bitte und setzte Winchelsey im Februar 1306 als Erzbischof ab. Im August 1307 ernannte der neue König Eduard II. Langton erneut zum Kanzler. Da Wichelsey immer noch im Exil war, beauftragte er Langton und andere Bischöfe, den neuen König zu krönen. Ab 1309 gehörte Langton regelmäßig dem Kronrat an. Im Juli 1309 nahm er am Parlament in Stamford teil, auf dem die Exilierung des königlichen Günstlings Piers Gaveston aufgehoben wurde. Nachdem er so anscheinend die Politik des Königs unterstützt hatte, wurde er im März 1310 als einer von fünf Bischöfen zu einem der Lords Ordainer gewählt, die ein Reformprogramm für die Herrschaft des Königs erarbeiten sollten. Dies führte wohl zu seiner Entlassung als Kanzler am 11. Mai. Erst fast zwei Monate später, am 6. Juli ernannte der König Walter Reynolds zu seinem Nachfolger.

## Weitere politische Tätigkeit
Im Sommer 1311 nahm Langton in London an dem Templerprozess teil, in dem die englischen Mitglieder des aufgelösten Templerordens verurteilt wurden. Im März 1315 leitete Langton ein Verfahren gegen den Earl of Surrey an Erzbischof Walter Reynolds weiter. 1316 gehörte Langton dem Parlament in Lincoln an, wo er mit über Petitionen entschied und auch wieder Mitglied des Kronrats wurde. Der Earl of Lancaster, der wichtigste innenpolitische Gegner des Königs, drängte Langton, erneut den Earl of Surrey wegen Ehebruchs mit Lancasters Frau Alice anzuklagen. Ob Langton den Earl of Surrey deswegen tatsächlich exkommunizierte, ist ungeklärt, ebenso, ob darauf der Earl Beamte Langtons angegriffen hat. Langton hatte jedenfalls großen Anteil an den Verhandlungen, die 1318 zum Vertrag von Leake und damit zum zwischenzeitlichen Ausgleich zwischen Eduard II. und Lancaster führten. Er gehörte auch dem neu gebildeten ständigen königlichen Rat an, der aufgrund des Vertrags von Leake gebildet wurde. Während des Parlaments von Westminster im Oktober 1320 nahm er erneut Petitionen aus England und Wales entgegen. Als es im Sommer 1321 zu einer offenen, von Lancaster geführten Rebellion gegen den König kam, vermittelte Langton mit anderen Bischöfen zwischen den Rebellen und dem König. Der König konnte die Rebellion im Frühjahr 1322 militärisch niederschlagen und herrschte in der Folge unangefochten, bis er im Herbst 1326 gestürzt wurde. Im Juli 1327 gehörte Langton einem Ausschuss an, der Entschädigungen und Erstattungen für die Opfer der willkürlichen Enteignungen umsetzen sollte, die Hugh le Despenser, ein Günstling des gestürzten Königs durchgesetzt hatte. Aufgrund seines Alters zog sich Langton jedoch zunehmend aus der Politik zurück.

## Wirken als Bischof
Als Bischof widersetzte sich Langton energisch den Versuchen von Eduard II., die Kollegiatstifte von Hastings und Bosham in exemte königliche Kapellen umzuwandeln, wodurch sie nicht mehr den Bischöfen von Chichester unterstanden hätten. 1314 annullierte er Regeln, die der Dekan und das Kathedralkapitel von Chichester ohne seine Erlaubnis erlassen hatten. Zu den Regeln, die er so nicht anerkannte, war ein Verbot für die Vikare der Kathedrale, mehr als eine Pfründe anzunehmen. Für die Kathedrale von Chichester stiftete er die stattliche Summe von £ 341 für ein neues Fenster im südlichen Seitenschiff, wo er nach seinem Tod beigesetzt wurde. Dazu stiftete er weitere £ 100 für den weiteren Ausbau der Kathedrale sowie Gelder für den Unterhalt von verdienten Dozenten an der Universität von Oxford. Er starb kurz vor dem 19. Juli 1337.